# Баландин, Иван Александрович
Иван Александрович Баландин (укр. Іван Олександрович Баландін; родился 26 августа 1988) — украинский и российский спортсмен, вице-чемпион Европы по академической гребле.

## Биография
Родился в Новоазовске Донецкой области Украинской ССР. Его отец Александр Баландин в прошлом выступал за сборную СССР по академической гребле. Греблей занимается и брат Николай.
В 2008 году на чемпионате Европы был восьмым в составе украинской восьмёрки. На чемпионате мира 2009 года в составе украинской двойки был седьмым.
В 2011 году семья переехала в подмосковную Коломну.
В 2012 году на чемпионате Европы в составе российской восьмёрки был пятым. На чемпионате мира 2013 года был девятым в гонке восьмёрок. А на чемпионате Европы 2014 года стал вице-чемпионом Европы. В 2015 году на чемпионате Европы стал бронзовым призёром в соревнованиях восьмёрок.
Чемпион Универсиады — 2013.
В 2018 году выиграл 2 золотые медали чемпионата России в составе сборной городов (четвёрка без рулевого и восьмёрка).